# Jeffrey Eugenides
Jeffrey Kent Eugenides (Detroit, Míchigan, 8 de marzo de 1960) es un novelista estadounidense de ascendencia griega. 
Se licenció en la Universidad de Brown en 1983 y realizó un máster de escritura creativa en la Universidad de Stanford. Vivió con su familia en Berlín entre 1997 y 2004 y está casado con la artista Karen Yamauchi. Actualmente viven en Princeton, Nueva Jersey. Es muy reacio a las apariciones públicas o a divulgar detalles de su vida privada. 

## Obras

### Novelas
- Las vírgenes suicidas (The Virgin Suicides, 1993). Adaptada al cine con título homónimo en 1999 por Sofia Coppola.
- Middlesex (Middlesex, 2002). Premio Pulitzer de ficción.
- La trama nupcial (The Marriage Plot, 2011)

### Colecciones de relatos
- Denuncia inmediata (Fresh Complaint, 2017). Compuesta por 10 relatos:
  - "Complainers" (2017)
  - "Air Mail" (1996)
  - "Baster" (The New Yorker, 1996)
  - "Early Music" (The New Yorker, 2005)
  - "Timeshare"
  - "Find the Bad Guy" (The New Yorker, 2013)
  - "The Oracular Vulva" (1999)
  - "Capricious Gardens" (The Gettysburg Review, 1988)
  - "Great Experiment" (The New Yorker, 2008)
  - "Fresh Complaint" (2017)

### Relatos
Relatos no publicados en colecciones.
- «The Speed of Sperm». Granta (54 (Best of Young American Novelists)). Summer 1996.
- "A Genetic History of My Grandparents" (The New Yorker, 1997)
- "The Burning of Smyrna" (The New Yorker, 1998)
- "Ancient Myths" (The Spatial Uncanny, James Casebere, Sean Kelly Gallery, 2001)
- "The Obscure Object" (The New Yorker, 2002)
- "Extreme Solitude" (The New Yorker, 2010)
- "Asleep in the Lord" (The New Yorker, 2011)
- "Bronze" (The New Yorker, 2018)